# 布拉 (布拉省)
布拉是馬里的城鎮，位於該國南部，距離首府塞古85公里，由塞古區負責管轄，是布拉省首府。该城始建於十八世紀初期，面積391平方公里，海拔高度296米，2009年人口61,338，人口密度為每平方公里156.87人。
12°57′N 5°45′W / 12.950°N 5.750°W